# Покров (Александровский район)
Покров — деревня в Александровском районе Владимирской области, входит в состав Андреевского сельского поселения.

## География
Деревня расположена на реке Большой Киржич в 15 км на северо-восток от центра поселения села Андреевского и в 32 км на северо-восток от города Александрова.

## История
В XV столетии на месте этого села существовал мужской Покровский монастырь, непосредственно зависевший от Московского митрополита. Сохранилась жалованная грамота митрополита Филиппа игумену Льву от 1465 года. О существовании в XVI столетии этого монастыря есть только одно косвенное указание у Строева в «Списках иерархов»: там упомянут настоятель этого монастыря Константин в 1524 году. В 1696 году здесь построена была церковь и освящена в память о бывшем монастыре в честь Покрова Пресвятой Богородицы. В 1726 году к ней был пристроен придел во имя святого Алексия человека Божьего. Эта церковь существовала до 1773 года, когда за ветхостью прежней церкви построена новая же деревянная, освященная в тоже наименование. В 1831 году вместо деревянной церкви в Покрове начато строительство каменного храма, в 1835 году отстроен был первый придел, в 1848 году — главная церковь и в 1853 году — второй придел. Тогда же построена и каменная колокольня. Престолов в каменном храме было три: в холодной в честь Покрова Пресвятой Богородицы, в приделах теплых во имя святого Николая Чудотворца и святых Козьмы и Дамиана. Приход состоял из села Покрова и деревень: Четверти, Кулаковки, Числавля, Березников, Новоселки, Вороновой. В годы Советской Власти церковь была полностью разрушена.
В конце XIX — начале XX века село входило в состав Андреево-Годуновской волости Александровского уезда Владимирской губернии. В 1905 году в селе числилось 33 двора.
С 1929 года деревня являлась центром Покровского сельсовета Александровского района, позднее входила в состав Годуновского сельсовета, с 2005 года — в составе Андреевского сельского поселения.

## Население
| 1859 | 1905 | 1926 | 2002 | 2010 | 2021 |
| ---- | ---- | ---- | ---- | ---- | ---- |
| 174  | ↗225 | ↗258 | ↘5   | ↘2   | ↗3   |